# Anisodes rufannularia
Anisodes rufannularia là một loài bướm đêm trong họ Geometridae.